# لاندا مگس جنوبی
لاندا مگس جنوبی چهارمین ستارهٔ پرنور صورت فلکی مگس جنوبی است.